# Stephen Dobyns
Stephen Dobyns (* 19. Februar 1941 in Orange, New Jersey) ist ein US-amerikanischer Schriftsteller.

## Leben
Stephen Dobyns wuchs in New Jersey, Michigan, Virginia und Pennsylvania auf, studierte am Shimer College in Chicago, an der Wayne State University in Detroit und machte 1967 seinen MFA-Abschluss am Iowa Writers’ Workshop der University of Iowa.
Dobyns publizierte seit Anfang der 1970er Jahre zahlreiche Romane und Gedichtbände, darunter auch eine Reihe von Kriminalromanen um den Privatdetektiv Charlie Bradshaw, die alle in der für ihre Pferderennbahn berühmt gewordenen Kleinstadt Saratoga Springs im Staat New York angesiedelt sind.
Stephen Dobyns unterrichtete Literatur an verschiedenen Hochschulen und lebt in Westerly, Rhode Island.

## Werke

### Prosa
- A Man of Little Evils (Kriminalroman, 1973)
- Dancer With One Leg (Roman, 1983)
- Cold Dog Soup (Roman, 1985)
- A Boat Off the Coast (Kriminalroman, 1987)
- The Two Deaths of Senora Puccini (Kriminalroman, 1988)
  - Die zwei Tode der Señora Puccini, dt. von Bernhard Schmid; Goldmann, München 1993. ISBN 3-442-42017-2
- The House on Alexandrine (Roman, 1990)
- After Shocks/Near Escapes (Roman, 1991)
- The Wrestler's Cruel Study (Roman, 1993)
- The Church of Dead Girls (Kriminalroman, 1997)
  - Die Kirche der toten Mädchen, dt. von Rainer Schmidt; Krüger, Frankfurt am Main 1998. ISBN 3-8105-0438-6
- Boy in the Water (Kriminalroman, 1999)
  - Der Junge im Pool, dt. von Rainer Schmidt; Argon, Berlin 1999. ISBN 3-87024-515-8
- Eating Naked (Kurzgeschichten, 2000)
- The Burn Palace (Kriminalroman, 2013)
  - Das Fest der Schlangen, dt. von Rainer Schmidt; Bertelsmann, München 2013. ISBN 3-570-10154-1
- Is Fat Bob Dead Yet? (Roman, 2015)
  - Ist Fat Bob schon tot?, dt. von Rainer Schmidt; Bertelsmann, München 2017. ISBN 978-3-570-10230-5

#### Die Charlie Bradshaw-Reihe
- Saratoga Longshot (1976)
  - Sams Falle, dt. von Gabriele L. Ulrich-Hunter; Fischer-Taschenbuch, Frankfurt am Main 2000. ISBN 3-596-14547-3
- Saratoga Swimmer (1981)
  - Ackermans Grab, dt. von Rainer Schmidt; Fischer-Taschenbuch, Frankfurt am Main 2000. ISBN 3-596-14790-5
- Saratoga Headhunter (1985)
  - Jimmys Fehler, dt. von Rainer Schmidt; Fischer-Taschenbuch, Frankfurt am Main 2001. ISBN 3-596-14858-8
- Saratoga Snapper (1986)
- Saratoga Bestiary (1988)
- Saratoga Hexameter (1990)
- Saratoga Haunting (1993)
- Saratoga Backtalk (1994)
- Saratoga Fleshpot (1995)
- Saratoga Strongbox (1998)

### Lyrik
- Concurring Beasts (1972)
- Griffon: Poems (1976)
- Heat Death (1980)
- The Balthus Poems (1982)
- Black Dog, Red Dog (1984)
- Cemetery Nights (1987)
- Body Traffic (1990)
- Velocities: New and Selected Poems, 1966-1992 (1994)
- Common Carnage (1996)
- Pallbearers Envying the One Who Rides (1999)
- The Porcupine's Kisses (2002)
- Mystery, So Long (2005)
- Winter's Journey (2010)

### Sachbücher
- Best Words, Best Order: Essays on Poetry (1996)
- Next Word, Better Word: The Craft of Writing Poetry (2011)

## Verfilmungen
- Cold Dog (Verfilmung von Cold Dog Soup, USA 1990 – dt. Zur Hölle mit dem Himmelhund, Regie: Alan Metter)
- Two Deaths (Verfilmung von The Two Deaths of Senora Puccini, Großbritannien 1995, Regie: Nicolas Roeg)
- Doggy Bag (Verfilmung von Cold Dog Soup, Frankreich 1999, Regie: Frédéric Comtet)
- Wild Turkey (Verfilmung einer Kurzgeschichte, USA Kurzfilm 2003, Regie: Leo Age)